# نظرية الحقل المطابق للحدود
في الفيزياء النظرية، تعرف نظرية الحقل المطابق للحدود (BCFT) بالنظرية الحقل الامتثالي المعرفة على الزمكان مع الحد (أو الحدود). يمكن فرض أنواع مختلفة من شروط الحدود للحقول على الحقول الأساسية؛ على سبيل المثال ، حالة حدود نيومان أو حالة حدود Dirichlet مقبولة لحقول بوزون الحرة. تم تطوير الحقل المطابق للحدود من قبل جون كاردي.
في سياق نظرية الأوتار، غالبا ما يهتم الفيزيائيون بـالحقل المطابق للحدود ذي الأبعاد الثنائية. تتواجد أنواع محددة الحقول المطابقة للحدود، والتي تصف أنواع مختلفة من غشاء ديريتشليت (d-brane).
تستخدم نظرية الحقل المطابق للحدود أيضا في فيزياء المادة المكثفة - يمكن استخدامه لدراسة السلوك الحرج الحدودي وحل نماذج الشوائب الكمومية.